# Brose Arena
Brose Arena – hala wielofunkcyjna w Bambergu, w Niemczech. Jest to trzecia co do wielkości hala wielofunkcyjna w Bawarii po Hali Olimpijskiej w Monachium i obiekcie Nürnberger Versicherung Arena w Norymberdze.  
Oficjalną pisownią nazwy dla celów marketingowych jest: brose ARENA.

## Aktualne parametry
Hala obejmuje 3,5 tysiąca metrów kwadratowych powierzchni, które umożliwiają organizację nawet 160 wydarzeń na rok, w których uczestniczyć może łącznie około 400 tysięcy osób. Powierzchnia wewnętrzna opiewa na 1,6 tysiąca metrów kwadratowych, powierzchnia użytkowa dachu to 100 metrów kwadratowych.

## Historia obiektu
Obiekt został wybudowany w 2001 roku jako Forum Bamberg, gdy w roku 2006 przejęła go firma Jako AG, jego nazwa została zmieniona na Jako Arenę. Nowy zarządca rozbudował halę zwiększając jej pojemność z 4750 miejsc do 6820. Przy czym pojemność hali dla wydarzeń będących koncertami zwiększyła się z 6850 do ponad 8000 miejsc.
Podczas przebudowy powstało dziewięć lóż VIP oraz obszar biznesowy mający powierzchnię 600 m².
Pod kompleksem znajduje się centrum handlowe.
W 2010 roku zbankrutował operator areny, wobec czego hala została odkupiona przez miasto Bamberg za kwotę 4,5 miliona euro. Decyzja ta jest dziś nadal kontrowersyjna, ponieważ obiekt jest na granicy opłacalności.
Od dziesiątego miesiąca 2010 roku do dziewiątego roku 2013 hala nosiła nazwę Stechert Arena, z kolei od dziesiątego miesiąca roku 2013 nazwą obiektu jest Brose Arena. Warunkiem przejęcia patronatu przez firmę Brose Fahrzeugteile było przeprowadzenie prac modernizacyjnych, miasto Bamberg wydało na nie około 2,5 miliony euro. W ramach prac zamieniono część miejsc stojących na siedzące ta okoliczność doprowadziła do zmniejszenia maksymalnej pojemności hali do 5745 widzów.
W październiku 2018 roku firma Brose przedłużyła prawa do nazwy areny do 2023 roku. Warunkiem, jaki został postawiony, były prace modernizacyjne i adaptacyjne, które tym razem osiągnęły wartość 5,6 miliona euro. 